# 石狩市立浜益中学校
石狩市立浜益中学校（いしかりしりつはまますちゅうがっこう）は、北海道石狩市浜益区に所在する公立中学校。

## 沿革
1947年に「浜益村立浜益中学校」（生徒106名、3学級）が浜益小学校に併置開校した。2011年8月に閉校した北海道浜益高等学校の校舎に移転した。2023年、浜益小学校と浜益中学校が統合する義務教育学校で使用する予定の校舎の改修増築工事が始まり、浜益中学校は浜益小学校の校舎に移転した。
年表
- 1947年（昭和22年）- 浜益村立浜益中学校が開校（浜益小学校併置）、濃昼・尻苗分校を併置[3]。
- 1951年（昭和26年）- 新校舎落成、黄金中学校を統合、中学校5校[注 1]が分校、校章制定[3]。
- 1952年（昭和27年）- 屋内体育館完成[3]、千代志別分校を設置[4]。
- 1954年（昭和29年）- 千代志別・幌・尻苗・濃昼・実田・浜東の各分校が中学校として独立[3]。
- 1959年（昭和34年）- 校歌制定[3]。
- 1960年（昭和35年）- 特別教室（2教室）完成[3]。
- 1966年（昭和41年）- 浜東中学校を統合[3]。
- 1967年（昭和42年）- 火災発生し校舎全焼、黄金小学校校舎を借用[3]。
- 1968年（昭和43年）- 新校舎完成、実田中学校を統合[3]。
- 1981年（昭和56年）- 交通安全教育実践校の指定[3]。
- 1983年（昭和58年）- 尻苗中学校を統合[3]。
- 1992年（平成4年）- コンピュータ室改造工事完了[3]、濃昼中学校を統合[4]。
- 1999年（平成11年）- 幌中学校を統合[3]。
- 2002年（平成14年）- 学校完全週5日制開始、学校評議員制度導入[3]。
- 2005年（平成17年）- 石狩市との合併により石狩市立浜益中学校に改称[3]。
- 2008年（平成20年）- 浜益給食センター廃止、特別支援学級設置、防犯システム運用開始[3]。
- 2011年（平成23年）- 旧浜益高等学校校舎へ移転[3]。
- 2012年（平成24年）- 特別支援学級設置、グラウンド造成工事完了[3]。
- 2013年（平成25年）- 体育館新築工事完了[3]。
- 2021年（令和3年）- GIGAスクール構想により設備再構築、コミュニティ・スクール導入[3]。
- 2023年（令和5年）- 校舎改修増築工事のため浜益小学校の校舎へ移転。

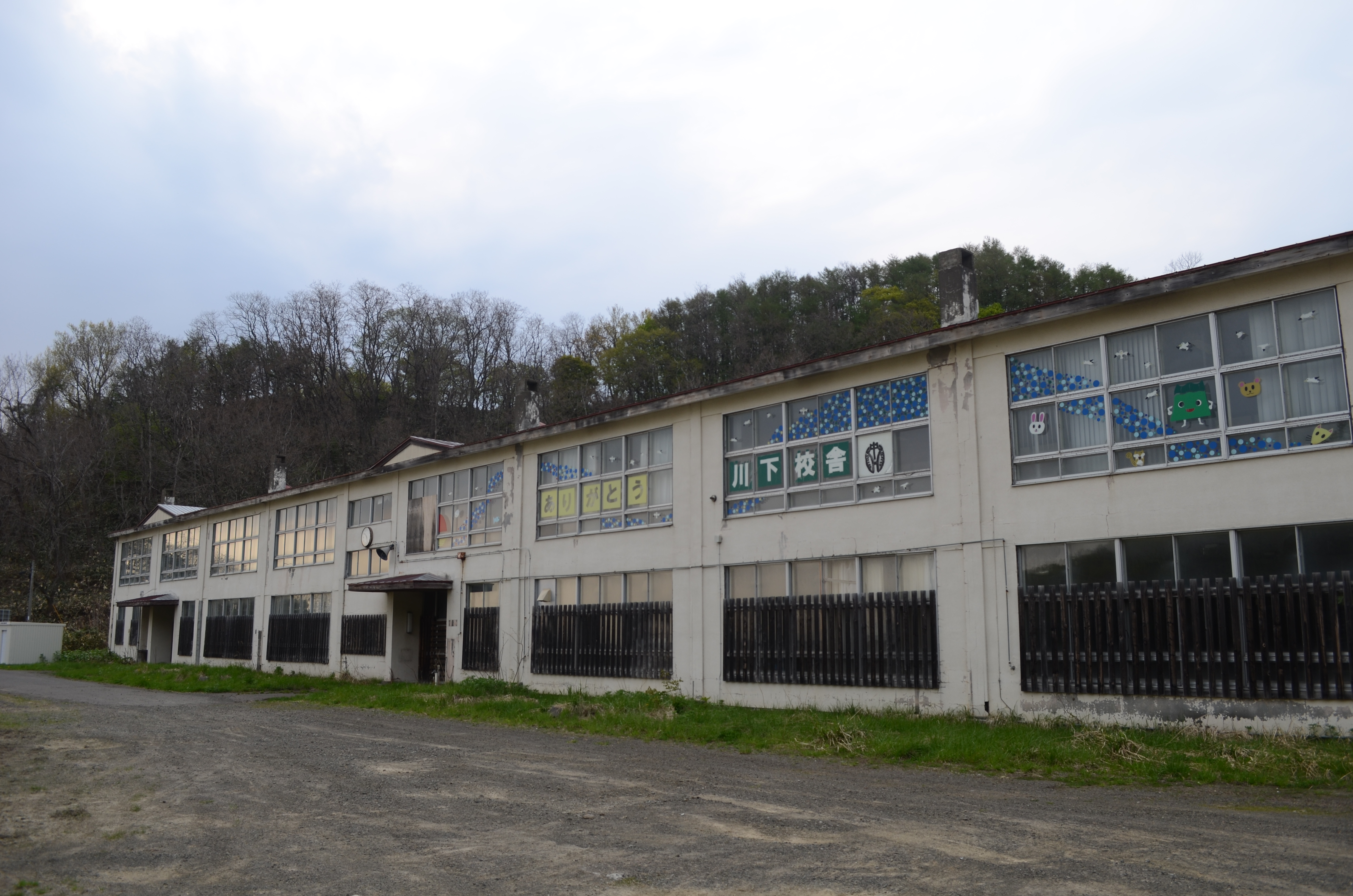
2011年まで使用されていた川下校舎

## 教育目標
新たな伝統の創造と生きる力を育む教育の推進。
- 「知」自己を見つめ 意欲的に学ぶ生徒[5]。
- 「徳」正しく判断し 思いやりのある生徒[5]。
- 「体」生命を大切にし 心と体を鍛える生徒[5]。
- 「労」進んで働き 根気よくやり抜く生徒[5]。

## 部活動
体育部
- バドミントン部
- 卓球部

## 通学区域
通学区域は以下の通り。
- 浜益区

## 出身小学校
- 石狩市立浜益小学校